# Aristolochia contorta
Aristolochia contorta är en piprankeväxtart som beskrevs av Aleksandr Andrejevitj Bunge. Aristolochia contorta ingår i släktet piprankor, och familjen piprankeväxter. Inga underarter finns listade i Catalogue of Life.